# Кислый, Павел Степанович
Павел Степанович Кислый (5 марта 1933, Малая Александровка, Бориспольский район — 2 декабря 2019, Киев) — доктор технических наук, профессор, академик НАН Украины, академик Международной академии керамики и Академии инженерных наук Украины, заслуженный деятель науки и техники Украины (1993).

## Биография
Родился в семье колхозников. В 1952 году поступил в Киевский политехнический институт. Окончил металлургический факультет по специальности «Металловедение, оборудование и технология термической обработки металлов».
С 1957 — на работе в Институте проблем материаловедения НАН Украины. В 1957—1966 годах работал инженером, старшим инженером, руководителем группы, ведущим инженером, младшим научным сотрудником, старшим научным сотрудником, в 1966—1977 — руководитель отдела.
В 1977—1990 годах — на посту заместителя директора Института сверхтвердых материалов им. В. М. Бакуля НАН Украины, возглавлял отдел тугоплавких сверхтвердых материалов.
В 1977 году Кислого избрали членом Международного Планзеевского общества порошковой металлургии, 1979 — членом Международного института науки проблем спекания.
Председательствовал на секции «Тугоплавкие соединения» Государственного комитета науки и техники СССР (1977—1980), был членом Экспертного Совета Высшей аттестационной комиссии СССР (1980—1985).
В 1990 году возглавил Украинскую научную ассоциацию. В том же году избран народным депутатом Верховной Рады Украины (1990—1994).
С 1992 по 1994 год — председатель Комитета образования и науки ВР Украины, государственный служащий первого ранга — 1994, с 1995 — президент Ассоциации народных депутатов Украины (по 1997).
В научном активе — более 300 научных трудов, из них 14 монографий и справочников, 162 авторские свидетельства на изобретения.

## Автор изобретений
Среди его научных интересов:
- разработка процессов мундштучного прессования,
- спекание тугоплавких соединений и сплавов на их основе.

Среди зарегистрированных патентов —
- «Способ получения многослойных изделий и устройство для его осуществления», в соавторстве с Н. М. Прокоповым,
- «Индукционная печь для спекания керамики», с Игнатенко Валерием Ивановичем, профессором Я. А. Крилем,
- «Электролит для обработки поверхности алюминиевых сплавов перед нанесением полимерных покрытий», в коллективе, в частности, с Е. М. Кальбой.

## Поэзия
- сборник песен «Песни Мамы» −2002,
- сборник стихов «Живи вечно, Украина!» — 2002,
- автобиографическая повесть «Долгий путь в политику» — 2003.

## Автор книг
Написал книги о парламентаризме:
- «Комитеты — основа деятельности законодательных органов власти», 1997,
- «Становление парламентаризма в Украине», 2000,
- «Народный депутат Украины», 2002.

## Награды и отличия
- Орден «За заслуги» III ст. (15 августа 1997) — за личные заслуги в развитии украинской государственности, активную законотворческую работу и по случаю шестой годовщины независимости Украины[2]
- Крест Ивана Мазепы (18 ноября 2009) — за выдающийся личный вклад в отстаивание национальной идеи, становление и развитие Украинского независимого государства и активную политическую и общественную деятельность[3]
- Заслуженный деятель науки и техники Украины (4 марта 1993) — за значительный вклад в дело развития национальной науки, личные заслуги в разработке и создании высокопрочных и сверхтвердых металлов[4]
- Орден «Знак Почёта» (1983)
- Медали «За трудовую доблесть» (1970), «За трудовое отличие» (1967), «Ветеран труда» (1984), «В память 1500-летия Киева» (1982)
- Лауреат премии им. П. Г. Соболевского (1977), премии Совета Министров СССР (1989)
- Награждён Почётной Грамотой Верховной Рады Украины (2001).

## Семья
Жена Лидия Ивановна — кандидат технических наук; сын Владимир — кандидат физико-математических наук, старший научный сотрудник Института полупроводников НАН Украины; дочь Галина — кандидат технических наук, старший преподаватель Киевского политехнического института.